# Гурін Роман Вікторович
Роман Вікторович Гурін (нар. 9 травня 1981, Старобогданівка, Михайлівський район, Запорізька область, УРСР) — український футболіст, воротар сімферопольської «Таврії».

## Життєпис
Роман Гурін народився в Запорізькій області. У 17-річному віці потрапив в команду на той час вищої ліги «Нива» (Тернопіль). У вищому дивізіоні дебютував 7 квітня 2001 року у матчі з львівськими «Карпатами». До завершення сезону встиг зіграти у вищій лізі 7 матчів, після чого разом з «Нивою» опустився в першу лігу, а через рік — і в другу лігу. Зігравши в тернопільському клубі понад 100 офіційних матчів, Гурін у сезоні 2005/06 років втратив місце в основному складі команди та залишив її.
Після відходу з «Тернополя» отримав пропозицію пройти перегляд у житомирських «Житичах» і криворізькому «Гірнику». Обрав другий варіант, воротар провів декілька тренувань з «Гірником» і 13 квітня 2006 року вперше вийшов в його складі на матч чемпіонату з «Миколаєвом». У першому поєдинку після 3-х місячної паузи без футболу Гурін пропустив від «корабелів» два м'ячі (0:2), а в наступному — ще три від «Кристала» (0:3), при цьому відбив два пенальті.
Починаючи з сезону 2010/11 років Гурін став основним воротарем «Гірника», проводячи не менше 20 матчів за сезон. У сезоні 2014/15 років його положення в основі кардинально змінилося — за рахунок запрошення в «Гірника» Руслана Зарубіна та Геннадія Ганєва конкуренція за пост номер один посилилася. Це, як зазначали фахівці, лише пішло на користь самому Роману, який навесні 2015 року, незважаючи на конкуренцію, взяв участь в дев'яти матчах поспіль.
У 2016 році прес-служба ФК «Гірник» повідомила про те, що співпраця з Романом Гуріним припинено в зв'язку з розірванням контракту з обопільної згоди сторін. Потім грав за аматорський клуб «Ліцей» (Казанка). Першу частину сезону 2016/17 років виступав за «Мир» (Горностаївка).
Сезон 2017/18 років розпочав у «Таврії», в якому провів два з половиною сезони. У першій половині січня 2019 року залишив сімферопольську команду.